# Яковенко, Лидия Ивановна
Лидия Ивановна Яковенко (род. 1941) — советский работник сельского хозяйства, Герой Социалистического Труда.

## Биография
Родилась 6 января 1941 года в деревне Демьянки Добрушского района Гомельской области Белорусской ССР.
После окончания сельской школы поступила в местный колхоз «Серп и молот», где работала в полеводческой бригаде. В 1960 году Ивановна переехала в Краснодарский край в станицу Брюховецкую, стала трудиться дояркой в колхозе имени Надежды Крупской и вскоре вышла в число передовых животноводов района. По итогам работы восьмой пятилетки Лидия Яковенко была награждена орденом Ленина, в девятой пятилетке — орденом Октябрьской Революции. В мае 1975 года на базе Брюховецкого сельскохозяйственного техникума и колхоза имени Крупской был создан совхоз-техникум «Брюховецкий», в котором Л. И. Яковенко продолжила работать дояркой. По итогам работы в десятой пятилетке она стала лучшей дояркой Брюховецкого района, участвовала в работе Выставки достижений народного хозяйства СССР и была награждена бронзовой медалью ВДНХ.
Указом Президиума Верховного Совета СССР от 13 марта 1981 года за выдающиеся успехи, достигнутые в выполнении заданий десятой пятилетки и социалистических обязательств по увеличению производства и продажи государству продуктов земледелия и животноводства, Яковенко Лидии Ивановне было присвоено звание Героя Социалистического Труда с вручением ордена Ленина и золотой медали «Серп и Молот».
Наряду с производственной, занималась общественной деятельностью — избиралась депутатом Брюховецкого района Совета народных депутатов. После выхода на пенсию проживает в станице Брюховецкой.
В 1996 году была удостоена звания «Заслуженный работник сельского хозяйства Кубани».